# Deinacrida
Deinacrida – rodzaj szarańczaków z rodziny Anostostomatidae, przypominających koniki polne, endemitów Nowej Zelandii. W języku polskim określane są zwyczajową nazwą weta. Szarańczaki z tego rodzaju są największymi lądowymi bezkręgowcami Nowej Zelandii i jednymi z najcięższych owadów świata. Masa ciała niektórych gatunków dochodzi do 70 g. Są samotnikami, nie tworzą zgrupowań i nie wykazują zachowań agresywnych. Dawniej występowały licznie, w czasach współczesnych zostały zdziesiątkowane przez szczury. 
Do Deinacrida zaliczono 11 gatunków:
- Deinacrida carinata
- Deinacrida connectens
- Deinacrida elegans
- Deinacrida fallai
- Deinacrida heteracantha
- Deinacrida mahoenui
- Deinacrida parva
- Deinacrida pluvialis
- Deinacrida rugosa
- Deinacrida talpa
- Deinacrida tibiospina

Wymieniany czasem Deinacrida sonitospina Salmon, 1950 został uznany w 1961 roku przez G. W. Ramsaya za synonim D. connectens.
Gatunkiem typowym rodzaju jest Deinacrida heteracantha.